# Centola

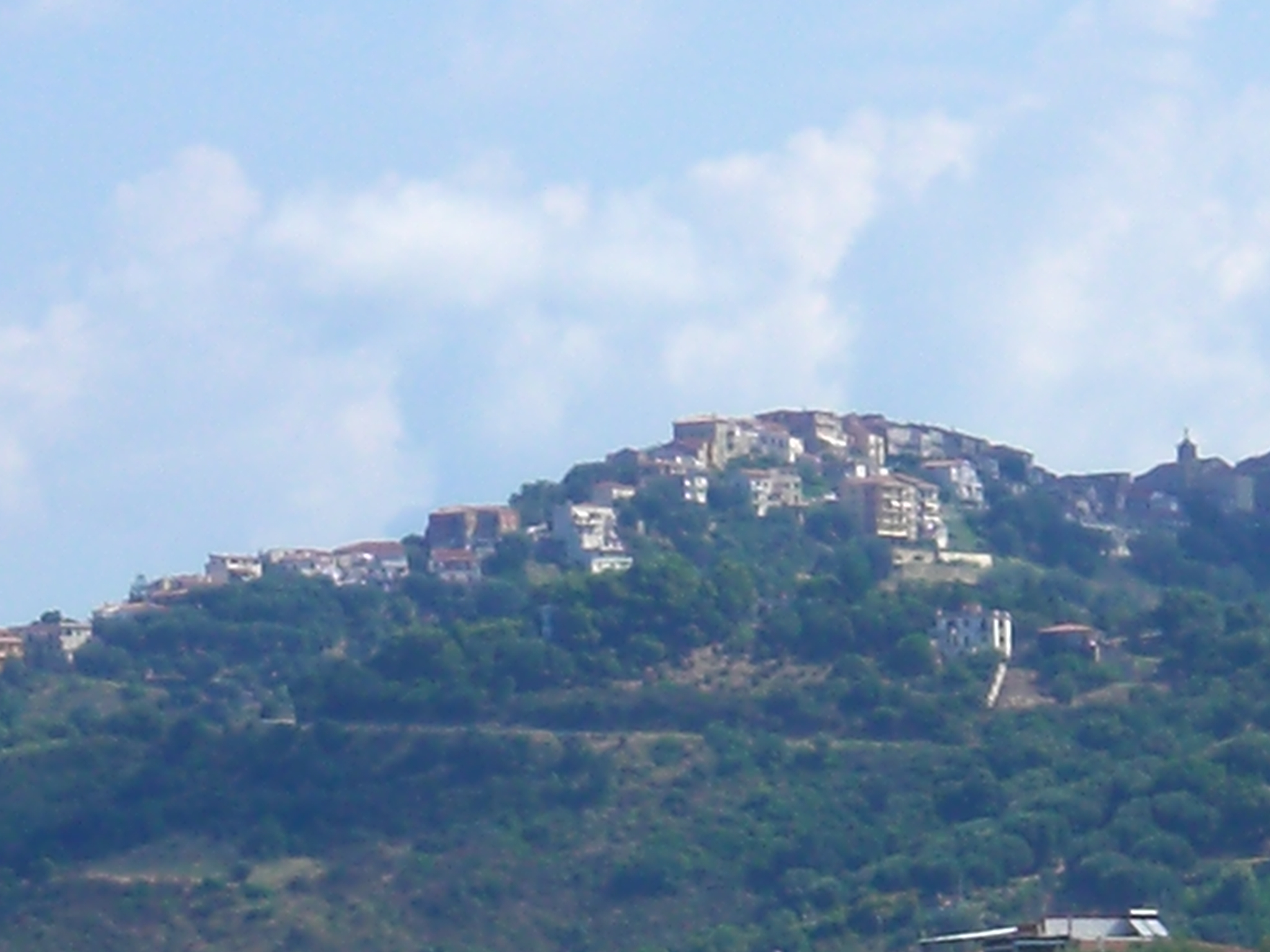
Centola

Centola ist eine italienische Gemeinde mit 4961 Einwohnern (Stand 31. Dezember 2023) in der Provinz Salerno in der Region Kampanien. Er ist Teil der Comunità Montana Zona del Lambro e del Mingardo.

## Geografie
Der Ort liegt im Westen des Nationalparks Cilento etwa 3,5 km vom Mittelmeer entfernt. Zur Gemeinde gehören noch vier weitere Ortschaften: Forìa, Palinuro, San Nicola und San Severino. 

Die Nachbargemeinden sind Camerota, Celle di Bulgheria, Montano Antilia, Pisciotta, San Mauro la Bruca. Centola  ist Teil des Nationalparks Cilento und Vallo di Diano.